# هنری (اسقف فنلاند)

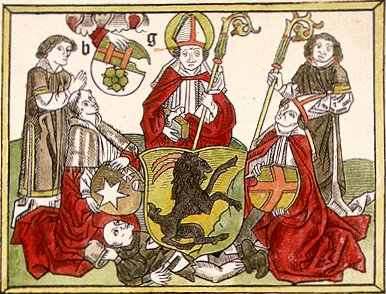
اسقف هنری که توسط همراهان خود احاطه شده‌است. این نگاره در کتاب موسوم به میسل آبونس (اولین کتاب چاپ شده در فنلاند) وجود دارد.

هنری (فنلاندی: Henrik؛ سوئدی: Henrik؛ لاتین: Henricus؛ درگذشت حدود ۲۰ ژانویه ۱۱۵۶) یک روحانی انگلیسی قرون وسطایی بود.
او در سال ۱۱۵۳ با کاردینال (پاب بعدی) آدریان چهارم به سوئد آمد و به عنوان اسقف اعظم اوپسالا تعیین شد. با این‌همه کلیسای سوئد تنها در سال ۱۱۶۴ پس از پایان جنگ داخلی تأسیس شد. و هنری به فنلاند اعزام شد جایی که از قرن نهم میلادی مذهب کاتولیک پیروانی داشت.
طبق افسانه‌ها، او همراه با اریک نهم پادشاه سوئد وارد فنلاند شد و در مقام خدمت به مردم و به عنوان شخصیتی اصلی در کلیسای کاتولیک محلی درآمد. با این حال، صحت و سقم گزارش زندگی و خدمت مذهبی وی بسیار مورد اختلاف است و هیچ سابقه تاریخی در مورد تولد، و نوع مرگ وی در دست نیست اگرچه دربارهٔ وی همواره واژه شهید استفاده شده‌است.
به هر روی هنری به سبب خدمات و نوع قتلش (چنانچه ادعا می‌شود) شخصیت مهمی در تاریخ اولیه فنلاند است. جشنی مذهبی مخصوص به وی وجود دارد که حتی کلیسای انجیلی لوتری فنلاند به همراه کلیسای کاتولیک فنلاند در برگزاری آن تشریک مساعی دارند. نام وی در تقویم‌های مذهبی چندین کلیسای پروتستان و آنگلیکان برای بزرگداشت وجود دارد.

## کلیسای جامع
کلیسای جامع سینت هنری یک کلیسای جامع کاتولیک رومی در هلسینکی، فنلاند است که به افتخار او نامگذاری شده‌است. این بنا، کلیسای جامع کاتولیک در هلسینکی است و بقیه کلیساهای کاتولیک این شهر زیرمجموعه آن محسوب می‌شوند.